# 2-ヘキサノール
2-ヘキサノール(2-hexanol, hexan-2-ol)は、2位炭素にヒドロキシル基が置換した6炭素アルコールである。化学式はC6H14O or C6H13OH。ヘキサノールの異性体の一つ。不斉炭素があるため、光学異性体に分けることができる。消防法に定める第4類危険物 第2石油類に該当する。